# Mecranium acuminatum
Mecranium acuminatum là một loài thực vật có hoa trong họ Mua. Loài này được (DC.) Skean mô tả khoa học đầu tiên năm 1993.